# Европско првенство у атлетици за млађе сениоре 2009 — 5.000 метара за жене
Такмичење у трчању на 5.000 метара у женској конкуренцији на 7. Европском првенству у атлетици за млађе сениоре 2009. у Каунасу одржано је 19. јула 2009. на Darius and Girėnas Stadium.
Титулу освојену у Дебрецину 2007, није бранила Лаура Кени из Уједињеног Краљевства јер је прешла у сениоре.

## Земље учеснице
Учествовало је 17 такмичарки из 12 земаља.
1. Белорусија (1)
2. Италија (1)
3. Литванија (1)
4. Мађарска (2)
5. Немачка (2)
6. Румунија (2)
7. Русија (3)
8. Србија (1)
9. Уједињено Краљевство (1)
10. Украјина (1)
11. Холандија (1)
12. Шпанија (1)

## Освајачи медаља
|                           |                                |                                     |
| Наталија Попкова · Русија | Свјатлана Куџелич · Белорусија | Емили Пиџеон · Уједињено Краљевство |

## Сатница
| Датум   | Време | Коло   |
| ------- | ----- | ------ |
| 19. јул |       | Финале |

## Рекорди
| Рекорди пре почетка Европског првенства 2009. | Рекорди пре почетка Европског првенства 2009. | Рекорди пре почетка Европског првенства 2009. | Рекорди пре почетка Европског првенства 2009. | Рекорди пре почетка Европског првенства 2009. | Рекорди пре почетка Европског првенства 2009. |
| Рекорди                                       | Атлетичарка                                   | Земља                                         | Време                                         | Место                                         | Датум                                         |
| --------------------------------------------- | --------------------------------------------- | --------------------------------------------- | --------------------------------------------- | --------------------------------------------- | --------------------------------------------- |
| Европски рекорд У-23                          | Елван Абејлегасе                              | Турска                                        | 14:24,68                                      | Берген, Норвешка                              | 11. јун 2004.                                 |
| Рекорди европских првенстава У-23             | Елван Абејлегасе                              | Турска                                        | 15:16,79                                      | Бидгошч, Пољска                               | 20. јул 2003.                                 |

## Резултати

### Финале
Финале је одржано 19. јула 2009. године.
| Место | Атлетичарка                | Земља                | ЛР | ЛРС | Резултат | Белешка |
| ----- | -------------------------- | -------------------- | -- | --- | -------- | ------- |
|       | Наталија Попкова           | Русија               |    |     | 15:54,11 |         |
|       | Свјатлана Куџелич          | Белорусија           |    |     | 16:03,85 |         |
|       | Емили Пиџеон               | Уједињено Краљевство |    |     | 16:04,71 | ЛРС     |
| 4.    | Кристина Хордан            | Шпанија              |    |     | 16:08,36 |         |
| 5.    | Жофија Ердељи              | Мађарска             |    |     | 16:09,38 | ЛРС     |
| 6.    | Екатерина Ишова            | Русија               |    |     | 16:13,86 |         |
| 7.    | Ана Носенко                | Украјина             |    |     | 16:18,63 |         |
| 8.    | Корнелија Швенен           | Немачка              |    |     | 16:30,09 |         |
| 9.    | Марике Фалкман             | Холандија            |    |     | 16:31,63 |         |
| 10.   | Ваида Жусинаите            | Литванија            |    |     | 16:35,24 | ЛРС     |
| 11.   | Марајке Шруле              | Немачка              |    |     | 16:41,55 |         |
| 12.   | Роксана Барка              | Румунија             |    |     | 17:03,84 |         |
| 13.   | Лаура Коста                | Италија              |    |     | 17:05,96 |         |
| 14.   | Моника Наги                | Мађарска             |    |     | 17:09,11 |         |
| 15.   | Кристијана Александра Гица | Румунија             |    |     | 18:19,18 |         |
|       | Азра Еминовић              | Србија               |    |     | НЗ       |         |
|       | Јулија Васиљева            | Русија               |    |     | НЗ       |         |

### Пролазна времена
| Дистанца | Време    | Атлетичарка      | Земља   |
| -------- | -------- | ---------------- | ------- |
| 1.000 м  | 3:19.24  | Корнелија Швенен | Немачка |
| 2.000 м  | 6:37,55  | Наталија Попкова | Русија  |
| 3.000 м  | 9:45,30  | Наталија Попкова | Русија  |
| 4.000 м  | 12:58,91 | Наталија Попкова | Русија  |